# Grand Prix moto de Saint-Marin
Le Grand Prix moto de Saint-Marin de vitesse moto est une des épreuves du Championnat du monde de vitesse moto. Depuis sa réapparition en 2007 son nom exact est le Grand Prix moto de Saint-Marin et de la côte de Rimini.
L'édition 2010 est marquée par la mort du pilote de 19 ans Shoya Tomizawa. Il est décédé à l'hôpital des suites des blessures qu'il a subies dans un accident pendant la course des Moto2.

## Palmarès

### Par saison
| Année | Circuit | MotoE                     | MotoE                           | Moto3                  | Moto2                     | MotoGP                     | Rapport |
| Année | Circuit | Circuit 1                 | Circuit 2                       | Moto3                  | Moto2                     | MotoGP                     | Rapport |
| ----- | ------- | ------------------------- | ------------------------------- | ---------------------- | ------------------------- | -------------------------- | ------- |
| 2024  | Misano  | Mattia Casadei            | Óscar Gutiérrez                 | Ángel Piqueras (Honda) | Ai Ogura (Boscoscuro)     | Marc Márquez (Ducati)      | Rapport |
| 2023  | Misano  | Mattia Casadei (Energica) | Nicholas Spinelli (Pons Racing) | David Alonso (Gas Gas) | Pedro Acosta (Kalex)      | Jorge Martin (Ducati)      | Rapport |
| 2022  | Misano  | Mattia Casadei (Energica) | Matteo Ferrari (Energica)       | Dennis Foggia (Honda)  | Alonso López (Boscoscuro) | Francesco Bagnaia (Ducati) | Rapport |
| 2021  | Misano  | Jordi Torres (Energica)   | Matteo Ferrari (Energica)       | Dennis Foggia (Honda)  | Raúl Fernández (Kalex)    | Francesco Bagnaia (Ducati) | Rapport |
| 2020  | Misano  | Matteo Ferrari (Energica) | NC                              | John McPhee (Honda)    | Luca Marini (Kalex)       | Franco Morbidelli (Yamaha) | Rapport |
| 2019  | Misano  | Matteo Ferrari (Energica) | Matteo Ferrari (Energica)       | Tatsuki Suzuki (Honda) | Augusto Fernandez (Kalex) | Marc Márquez (Honda)       | Rapport |

| Année | Circuit | Moto3                       | Moto2                       | MotoGP                    | Rapport |
| ----- | ------- | --------------------------- | --------------------------- | ------------------------- | ------- |
| 2018  | Misano  | Lorenzo Dalla Porta (Honda) | Francesco Bagnaia (Kalex)   | Andrea Dovizioso (Ducati) | Rapport |
| 2017  | Misano  | Romano Fenati (Honda)       | Thomas Lüthi (Kalex)        | Marc Márquez (Honda)      | Rapport |
| 2016  | Misano  | Brad Binder (KTM)           | Lorenzo Baldassarri (Kalex) | Dani Pedrosa (Honda)      | Rapport |
| 2015  | Misano  | Enea Bastianini (Honda)     | Johann Zarco (Kalex)        | Marc Márquez (Honda)      | Rapport |
| 2014  | Misano  | Álex Rins (Honda)           | Esteve Rabat (Kalex)        | Valentino Rossi (Yamaha)  | Rapport |
| 2013  | Misano  | Álex Rins (KTM)             | Pol Espargaró (Kalex)       | Jorge Lorenzo (Yamaha)    | Rapport |
| 2012  | Misano  | Sandro Cortese (KTM)        | Marc Márquez (Suter)        | Jorge Lorenzo (Yamaha)    | Rapport |
| Année | Circuit | 125 cm³                     | Moto2                       | MotoGP                    | Rapport |
| 2011  | Misano  | Nicolás Terol (Aprilia)     | Marc Márquez (Suter)        | Jorge Lorenzo (Yamaha)    | Rapport |
| 2010  | Misano  | Marc Márquez (Derbi)        | Toni Elías (Moriwaki)       | Dani Pedrosa (Honda)      | Rapport |
| Année | Circuit | 125 cm³                     | 250 cm³                     | MotoGP                    | Rapport |
| 2009  | Misano  | Julián Simón (Aprilia)      | Héctor Barberá (Aprilia)    | Valentino Rossi (Yamaha)  | Rapport |
| 2008  | Misano  | Gábor Talmácsi (Aprilia)    | Álvaro Bautista (Aprilia)   | Valentino Rossi (Yamaha)  | Rapport |
| 2007  | Misano  | Mattia Pasini (Aprilia)     | Jorge Lorenzo (Aprilia)     | Casey Stoner (Ducati)     | Rapport |
| Année | Circuit | 125 cm³                     | 250 cm³                     | 500 cm³                   | Rapport |
| 1993  | Mugello | Dirk Raudies (Honda)        | Loris Capirossi (Honda)     | Michael Doohan (Honda)    | Rapport |
| 1991  | Mugello | Peter Öttl (Rotax)          | Luca Cadalora (Honda)       | Wayne Rainey (Yamaha)     | Rapport |

| Année | Circuit | 80 cm³                      | 125 cm³                    | 250 cm³                     | 500 cm³                    | Rapport |
| ----- | ------- | --------------------------- | -------------------------- | --------------------------- | -------------------------- | ------- |
| 1987  | Misano  | Manuel Herreros (Derbi)     | Fausto Gresini (Garelli)   | Loris Reggiani (Aprilia)    | Randy Mamola (Yamaha)      | Rapport |
| 1986  | Misano  | Pier Paolo Bianchi (Seel)   | August Auinger (Bartol)    | Tadahiko Taira (Yamaha)     | Eddie Lawson (Yamaha)      | Rapport |
| 1985  | Misano  | Jorge Martínez (Derbi)      | Fausto Gresini (Garelli)   | Carlos Lavado (Yamaha)      | Eddie Lawson (Yamaha)      | Rapport |
| 1984  | Mugello | Gerhard Waibel (Real)       | Maurizio Vitali (MBA)      | Manfred Herweh (Real-Rotax) | Randy Mamola (Honda)       | Rapport |
| Année | Circuit | 50 cm³                      | 125 cm³                    | 250 cm³                     | 500 cm³                    | Rapport |
| 1983  | Imola   | Ricardo Tormo (Garelli)     | Maurizio Vitali (MBA)      |                             | Kenny Roberts (Yamaha)     | Rapport |
| 1982  | Mugello | Eugenio Lazzarini (Garelli) |                            | Anton Mang (Kawasaki)       | Freddie Spencer (Honda)    | Rapport |
| 1981  | Imola   | Ricardo Tormo (Bultaco)     | Loris Reggiani (Minarelli) | Anton Mang (Kawasaki)       | Marco Lucchinelli (Suzuki) | Rapport |

### Multiples vainqueurs (pilotes)
| Nbre de victoires | Pilote            | Victoires | Victoires                        |
| Nbre de victoires | Pilote            | Catégorie | Saison gagnée                    |
| ----------------- | ----------------- | --------- | -------------------------------- |
| 7                 | Marc Márquez      | MotoGP    | 2015, 2017, 2019, 2024           |
| 7                 | Marc Márquez      | Moto2     | 2011, 2012                       |
| 7                 | Marc Márquez      | 125 cm3   | 2010                             |
| 5                 | Matteo Ferrari    | MotoE     | 2019-1, 2019-2, 2020, 2021, 2022 |
| 4                 | Jorge Lorenzo     | MotoGP    | 2011, 2012, 2013                 |
| 4                 | Jorge Lorenzo     | 250 cm3   | 2007                             |
| 3                 | Valentino Rossi   | MotoGP    | 2008, 2009, 2014                 |
| 3                 | Francesco Bagnaia | MotoGP    | 2021, 2022                       |
| 3                 | Francesco Bagnaia | Moto2     | 2018                             |
| 2                 | Dani Pedrosa      | MotoGP    | 2010, 2016                       |
| 2                 | Randy Mamola      | 500 cm3   | 1984, 1987                       |
| 2                 | Eddie Lawson      | 500 cm3   | 1985, 1986                       |
| 2                 | Anton Mang        | 250 cm3   | 1981, 1982                       |
| 2                 | Loris Reggiani    | 250 cm3   | 1987                             |
| 2                 | Loris Reggiani    | 125 cm3   | 1981                             |
| 2                 | Dennis Foggia     | Moto3     | 2021, 2022                       |
| 2                 | Álex Rins         | Moto3     | 2013, 2014                       |
| 2                 | Maurizio Vitali   | 125 cm3   | 1983, 1984                       |
| 2                 | Fausto Gresini    | 125 cm3   | 1985, 1987                       |
| 2                 | Ricardo Tormo     | 50 cm3    | 1981, 1983                       |

### Multiples vainqueurs (constructeurs)
| Nbre de victoires | Pilote   | Victoires | Victoires                                                  |
| Nbre de victoires | Pilote   | Catégorie | Saison gagnée                                              |
| ----------------- | -------- | --------- | ---------------------------------------------------------- |
| 20                | Honda    | MotoGP    | 2010, 2015, 2016, 2017, 2019                               |
| 20                | Honda    | 500 cm3   | 1982, 1984, 1993                                           |
| 20                | Honda    | 250 cm3   | 1991, 1993                                                 |
| 20                | Honda    | Moto3     | 2014, 2015, 2017, 2018, 2019, 2020, 2021, 2022, 2024       |
| 20                | Honda    | 125 cm3   | 1993                                                       |
| 14                | Yamaha   | MotoGP    | 2008, 2009, 2011, 2012, 2013, 2014, 2020                   |
| 14                | Yamaha   | 500 cm3   | 1983, 1985, 1986, 1987, 1991                               |
| 14                | Yamaha   | 250 cm3   | 1985, 1986                                                 |
| 10                | Kalex    | Moto2     | 2013, 2014, 2015, 2016, 2017, 2018, 2019, 2020, 2021, 2023 |
| 10                | Ducati   | MotoGP    | 2007, 2018, 2021, 2022, 2023, 2024                         |
| 10                | Ducati   | MotoE     | 2023 Race 1, 2023 Race 2, 2024 Race 1, 2024 Race 2         |
| 8                 | Aprilia  | 250 cm3   | 1987, 2007, 2008, 2009                                     |
| 8                 | Aprilia  | 125 cm3   | 2007, 2008, 2009, 2011                                     |
| 7                 | Energica | MotoE     | 2019-1, 2019-2, 2020, 2021-1, 2021-2, 2022-1, 2022-2       |
| 4                 | Garelli  | 125 cm3   | 1985, 1987                                                 |
| 4                 | Garelli  | 50 cm3    | 1982, 1983                                                 |
| 3                 | KTM      | Moto3     | 2012, 2013, 2016                                           |
| 3                 | Derbi    | 125 cm3   | 2010                                                       |
| 3                 | Derbi    | 80 cm3    | 1985, 1987                                                 |
| 2                 | Suter    | Moto2     | 2011, 2012                                                 |
| 2                 | Kawasaki | 250 cm3   | 1981, 1982                                                 |
| 2                 | Real     | 250 cm3   | 1984                                                       |
| 2                 | Real     | 80 cm3    | 1984                                                       |
| 2                 | MBA      | 125 cm3   | 1983, 1984                                                 |